# 萨嘎薹草
萨嘎薹草（学名：Carex sagaensis）是莎草科薹草属的植物，为中国的特有植物。分布于中国大陆的西藏等地，生长于海拔5,000米的地区，多生于沼泽草甸，目前尚未由人工引种栽培。